# Jardin botanique privé L'Hardy-Denonain
Le jardin botanique L'Hardy-Denonain est un jardin privé situé à Gassin, dans la presqu'île de Saint-Tropez. Il a été classé « Jardin remarquable ».

## Présentation
Cet espace s’étend sur environ 2 495 m2 et propose aux visiteurs de découvrir environ 600 espèces de plantes provençales et méditerranéennes.
Situé sous le village de Gassin, il est accessible par la place deï Barri, face au restaurant Le Micocoulier. Le jardin se déploie sur quatre restanques entre la place en haut et la route des Moulins de Paillas plus bas.
Le jardin a été créé en 1973 par Germaine L’Hardy-Denonain, sur un espace ancien de cultures laissé à l'abandon, planté de chênes-lièges et de mûriers, autrefois utilisés les premiers pour le liège, les seconds dans l’exploitation des vers à soie.

Il est aujourd’hui la propriété de sa belle-fille, Marie-Thérèse L’Hardy-Halos.
« Il est sauvage. Il est volontairement sauvage. L'objectif est que, quand on entre dans cet espace, on ne sente pas un décalage considérable avec les espaces sauvages environnants. Quelque chose qui ressemble à un sous-bois. Comme je le dis avec mes amis jardiniers : du négligé maîtrisé »,
précisait en 2015 aux caméras de France 3 Marie-Thérèse L’Hardy.
Les lieux bénéficient depuis 2009 du label « Jardin remarquable » attribué par le ministère de la Culture.
Le jardin est mis régulièrement en valeur dans les médias : il a été évoqué ainsi en 2015 et 2016 dans l'émission « Des Racines et des ailes » intitulée « Du massif des Maures au golfe de Saint-Tropez » (2015), dans Le Point en août 2016.
La propriétaire permet l’accès à son jardin privé de mai à mi-octobre. La visite est gratuite.

## Événements liés au jardin
Plusieurs événements y sont organisés chaque année, notamment les dans le cadres des Rendez-vous aux jardins, des Journées du patrimoine, et à l’occasion des Coulacioun (12e édition en 2016), occasion de débats et d’un troc aux plantes.